# Alphonse Collin
Pour les articles homonymes, voir Collin.
Alphonse Collin, né le 20 juillet 1880 à Plélo et mort le 12 octobre 1948 à Vendôme, est un homme politique, maire de Vendôme du 24 janvier 1941 au 24 janvier 1944, et résistant français, fondateur du groupe « Vendôme A ».

## Biographie

### Première Guerre mondiale
Détails sur les services extraordinaires rendus par l'officier Alphonse Collin, chef de bataillon au centre de mobilisation d'infanterie n°112 :
- Ordre de la brigade n°28 du 22 avril 1915 : « Placé à un rentrant de la ligne où l'ennemi menaçait d'envelopper nos troupes, a réussi, grâce à son sang-froid à tenir dans les positions successives jusqu'à ce que toutes les troupes valides aient pu se replier ».
- Ordre de la brigade n°61 du 18 avril 1917 : « Officier brillant qui s'est distingué au feu au début de la campagne. Appelé à organiser une CM (?) a su donner de l'audace et du cran à ses mitrailleurs qui le 22 novembre 1916 sous un feu violent de l'artillerie allemande bombardant leurs postes ont pu arrêter net les détachements d'attaque de l'ennemi ».
- Ordre du régiment n°174 du 2 août 1917 : « Officier très actif s'est toujours fait remarquer par sa bravoure et son entrain n'a cessé d'être en toutes circonstances d'un bel exemple pour ses hommes ».
- Blessé le 20 octobre 1917 par gaz asphyxiant.
- Ordre de la division n°138 du 30 octobre 1917 : « Officier animé d'un bel esprit militaire, plein d'entrain, très actif, a demandé à ses hommes et a obtenu d'eux grâce à son aptitude personnelle un effort prolongé sous un bombardement d'obus toxiques et ordinaires ».
- Ordre du régiment n°869 du 20 octobre 1918 : « Au cours d'une dure période de combats de 20 jours, a été pour son chef de corps l'auxiliaire le plus dévoué, se prodiguant jour et nuit pour assurer le service dont il était chargé »[1].

### Seconde Guerre mondiale

#### Résistance
Les premières allocutions pour la création d'une équipe eurent lieu lors d'une entrevue entre Louis Gaspard et Robert Girond, le lendemain du déclenchement de l'opération Barbarossa lors de laquelle l'armée allemande envahit l'URSS le 22 juin 1941. Durant cette soirée Louis Gaspard déclara « c'est dans la poche, il faut que nous fassions quelque chose ».
Quelques semaines plus tard, Alphonse Collin, alors maire de Vendôme, créé autour d'un noyau de patriotes le groupe « Vendôme A », premier réseau de résistance en vendômois. Il fut affilié au réseau Cincinnatus de Roger Souchère dès 1941.

#### Fin du combat
Au cours des années qui suivirent, les autorités allemandes de l'arrondissement eurent des suspicions quant aux activités anti-nationales de Alphonse Collin, il fut arrêté puis relâché faute de preuves. Fin 1943 la pression se fait sentir autour du maire de la ville. Le 10 janvier 1944 l'arrêté préfectoral n° 4780 est publié et déclare « démissionnaire d'office » Alphonse Collin qui s'enfuit[réf. souhaitée]. Louis Gaspard reprend alors la direction de la section jusqu'au 20 février 1944, date à laquelle le réseau tombe à la suite de « l'affaire des aviateurs américains »,,.

### Décès
Retraité de la préfecture de police où il a été inspecteur d'hygiène, Alphonse Collin décède le 12 octobre 1948 à Vendôme. Il est inhumé au cimetière de Plélo, son village de naissance.

## Vie privée
Il a quatre enfants, dont Jean Collin, résistant, agent P2 du FFC, membre des réseaux Cincinnatus et Hector sous la houlette de Roger Souchère et de Alfred Heurtaux. Jean Collin est arrêté le 11 février 1943 et est déporté au camp de concentration de Mauthausen, en Autriche, d'où il rentrera rescapé.

## Décorations
- Officier de la Légion d'honneur (30 juin 1937)[6]
- Croix de guerre 1914–1918